# 小蟹座
小蟹座（拉丁语：Cancer Minor）是一个已经被废除的星座。它是由荷兰天文学家皮特鲁斯·普兰修斯于1613年创建，位于现在双子座靠近巨蟹座的天区。这个星座主要在17世纪被使用，在18世纪已经不再被认同。
小蟹座的主要亮星由5颗5等星组成，即现在的双子座68、双子座74、双子座81、双子座85和HIP 36616。